# Grannland
Grannland, om två länder ligger vid sidan om varandra är de grannländer. Vanligen avses länder som gränsar till det egna landet. Sverige betraktar ofta Tyskland, Polen och de baltiska staterna som grannländer, trots att internationellt vatten skiljer länderna åt.